# Thomazeau
Thomazeau este o comună din arondismentul Croix-des-Bouquets, departamentul Ouest, Haiti, cu o suprafață de 300,39 km2 și o populație de 48.163 locuitori (2009).